# Chinenye Ezeudu
Chinenye Ezeudu (* 3. Mai 1996 in London, England) ist eine britische Schauspielerin.

## Leben
Ezeudu wurde am 3. Mai 1996 in London geboren. Sie wirkte in der Grundschule Hoxton Gollum in Stücken der Theatergruppe mit. Über Stationen an der Guildhall School of Music and Drama und dem National Youth Theatre fand sie den Weg zum professionellen Schauspiel. Im Oval House Theatre arbeitete sie als Platzanweiserin und war dankbar, dadurch kostenlos Theaterstücken beiwohnen zu können. 2020 spielte sie in der Miniserie Ich schweige für dich in insgesamt drei Episoden die Rolle der Zoe Denmoor. Seit demselben Jahr gehört sie ab der zweiten Staffel des Netflix Originals Sex Education in der Rolle der Vivienne „Viv“ Odusanya zum Hauptcast.

## Filmografie (Auswahl)
- 2020: Ich schweige für dich (The Stranger, Miniserie, 3 Episoden)
- 2020–2023: Sex Education (Fernsehserie)
- 2022: The School for Good and Evil
- 2023: Silent Roar